# درون‌مرکز

نقطه تقاطع نیم‌سازان سه زاویه مثلث ABC، درون‌مرکز (مرکز دایره محاطی داخلی که با I نشان داده شده). درون‌دایره (دایره محاطی داخلی به مرکز I)، بر هریک از اضلاع مثلث مماس است.

در هندسه، درون‌مرکز (به انگلیسی: Incenter) (یا مرکز دایره محاطی داخلی)، مرکزی از مثلث است، یعنی نقطه ای که برای هر مثلث تعریف شده به گونه‌ای که مستقل از موقعیت یا مقیاس مثلث تعریف شده باشد. درون‌مرکز را می‌توان به‌طور معادل به صورت نقطه ای تعریف کرد که نیم‌سازان زوایای مثلث با هم برخورد می‌کنند، به گونه‌ای که این نقطه از اضلاع مثلث به یک فاصله است. همچنین این نقطه محل برخورد عمود منصف اضلاع، داخلی‌ترین نقطه تبدیل گرس‌فایر مثلث، و مرکز دایره محاطی داخلی مثلث نیز می‌باشد.
این مرکز، به همراه مرکزوار، مرکز دایره محیطی، و مرکز ارتفاعی مثلث، یکی از چهار مراکز مثلث است که توسط یونانیان باستان شناخته شده بود و تنها مرکزی ازین چهارتا بود که لزوماً در حالت کلی روی خط اویلر قرار ندارد. این مرکز، اولین مرکزی (با نماد {\displaystyle X(1)} است که در دائرةالمعارف مراکز کلارک کلیمبرلینگ فهرست شده و همچنین عنصر همانی گروه ضربی مراکز مثلث است.
برای چندضلعی‌هایی که بیش از سه ضلع دارند، درون‌مرکز تنها برای چندضلعی‌های مماسی موجود است، یعنی چندضلعی‌هایی که دارای دایره‌ای محاطی داخلی اند (درون‌دایره) که بر تمام اضلاعشان مماس می‌باشد. در این حالت، درون‌دایره مرکزی از این دایره بوده و فاصله‌اش با تمام اضلاع برابر است.

## ارجاعات
1. ↑  Kimberling, Clark (1994), "Central Points and Central Lines in the Plane of a Triangle", Mathematics Magazine, 67 (3): 163–187, doi:10.1080/0025570X.1994.11996210, JSTOR 2690608, MR 1573021.
2. ↑  Encyclopedia of Triangle Centers بایگانی‌شده  در ۲۰۱۲-۰۴-۱۹ توسط Wayback Machine, accessed 2014-10-28.

- مشارکت‌کنندگان ویکی‌پدیا. «Incenter». در دانشنامهٔ ویکی‌پدیای انگلیسی، بازبینی‌شده در ۲۰ مهٔ ۲۰۲۱.